# IG Farben

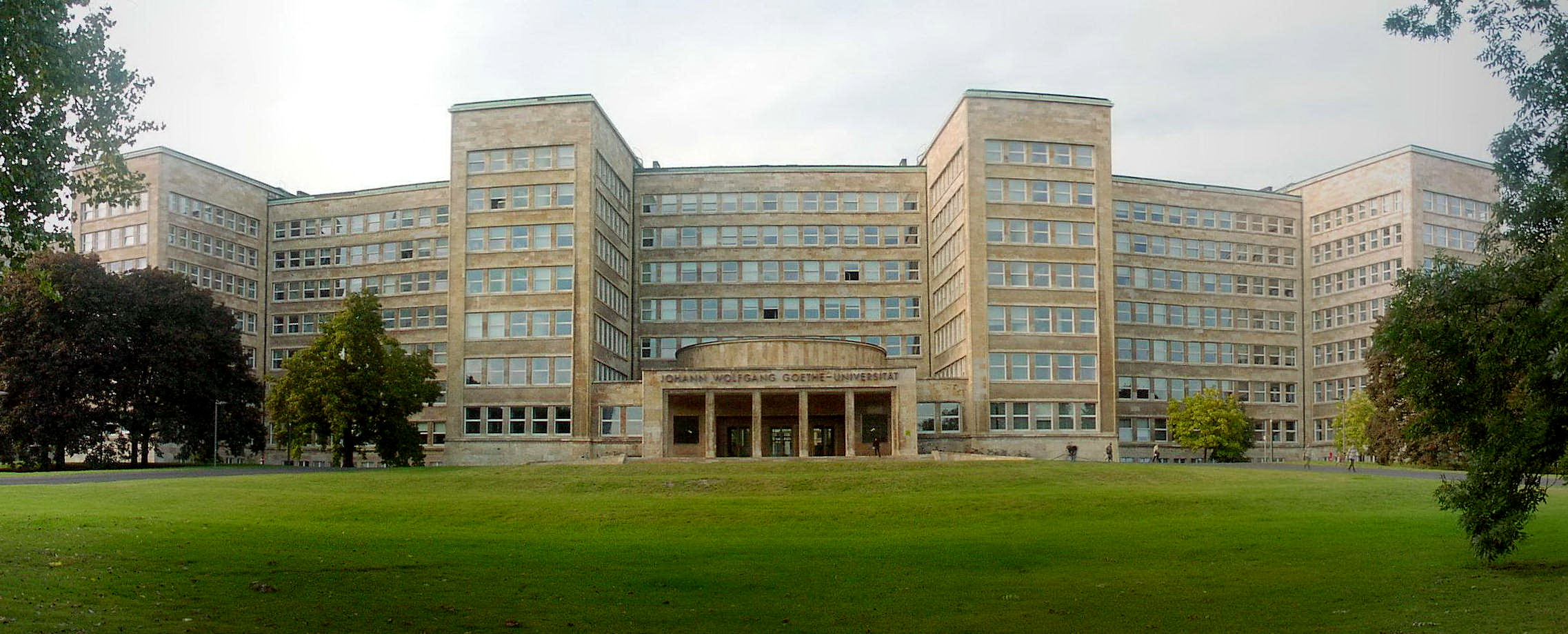
Le siège d’IG Farben à Francfort-sur-le-Main.

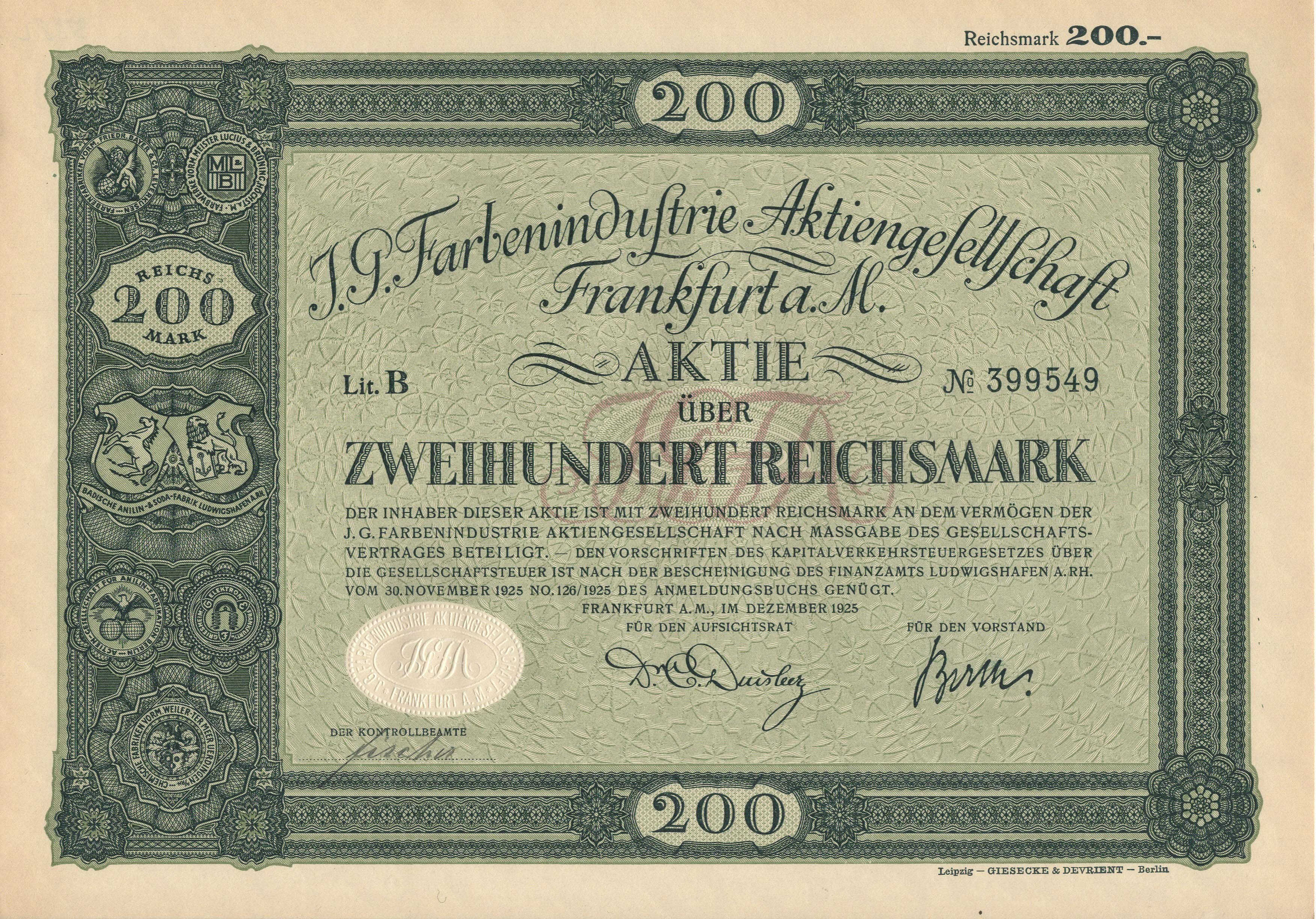
Action de l'I. G. Farbenindustrie AG en date du décembre 1925.

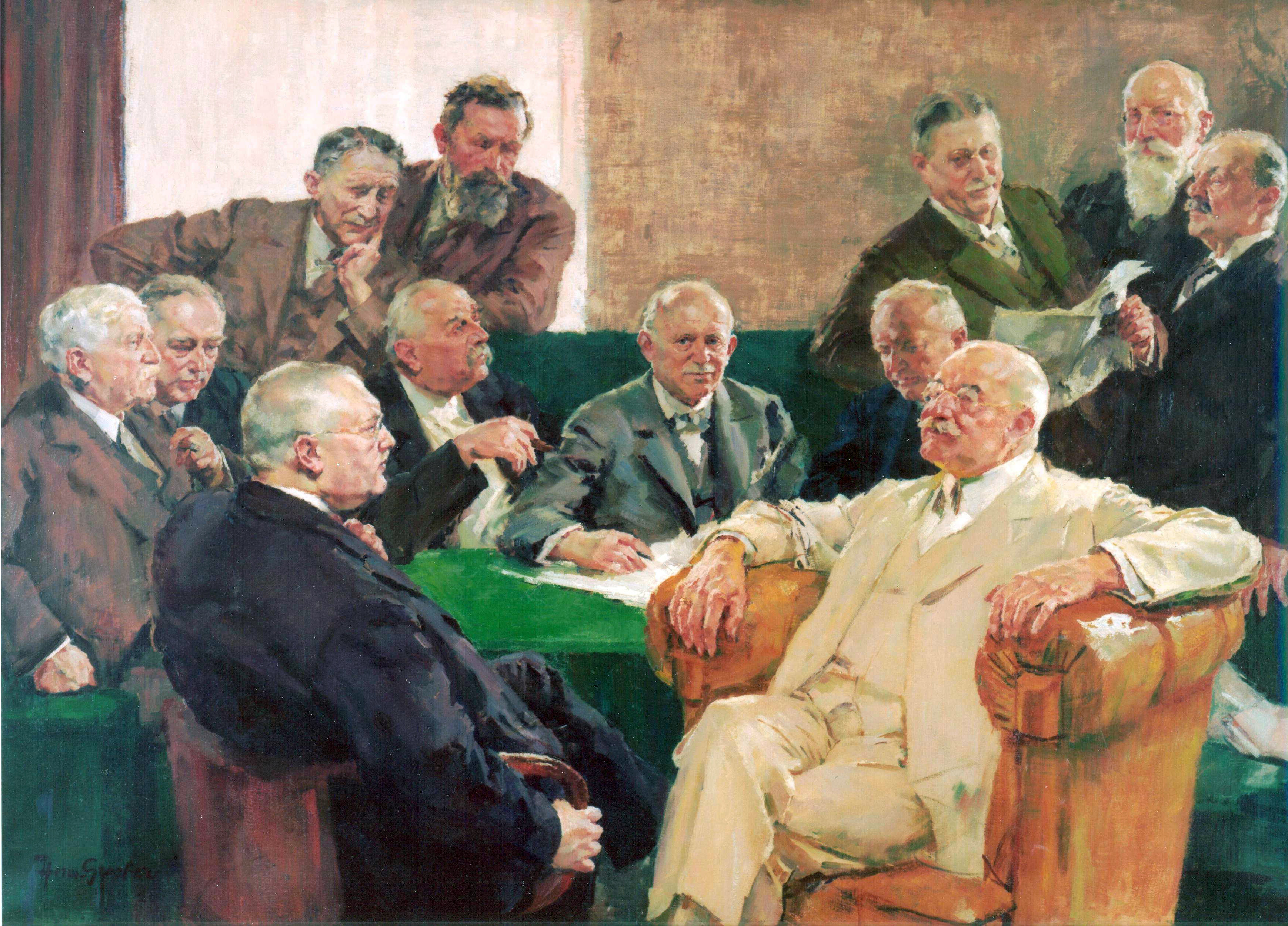
Les dirigeants (Verwaltungsrat) de l'entreprise vers 1935, avec à gauche au premier plan Carl Bosch et à droite Carl Duisberg.

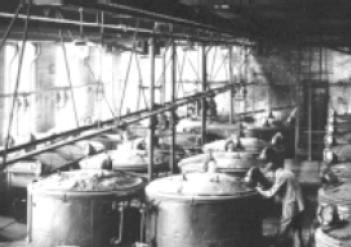
Unité de production BASF de colorant indigo, en 1880.

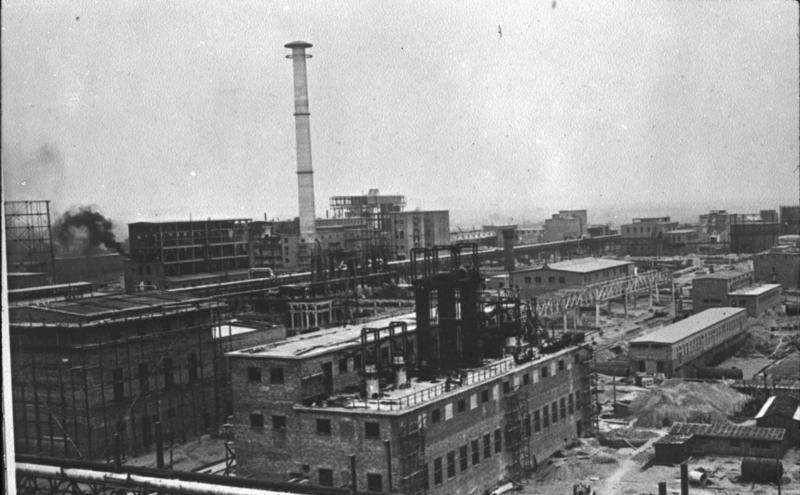
Usine chimique IG-Farbenwerke, construite près d'Auschwitz, ici en 1941.

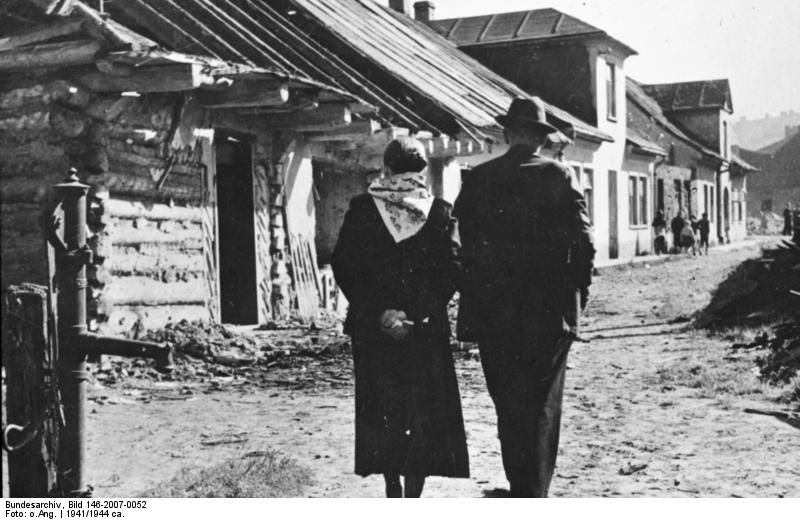
IG Farbenwerke à Auschwitz.

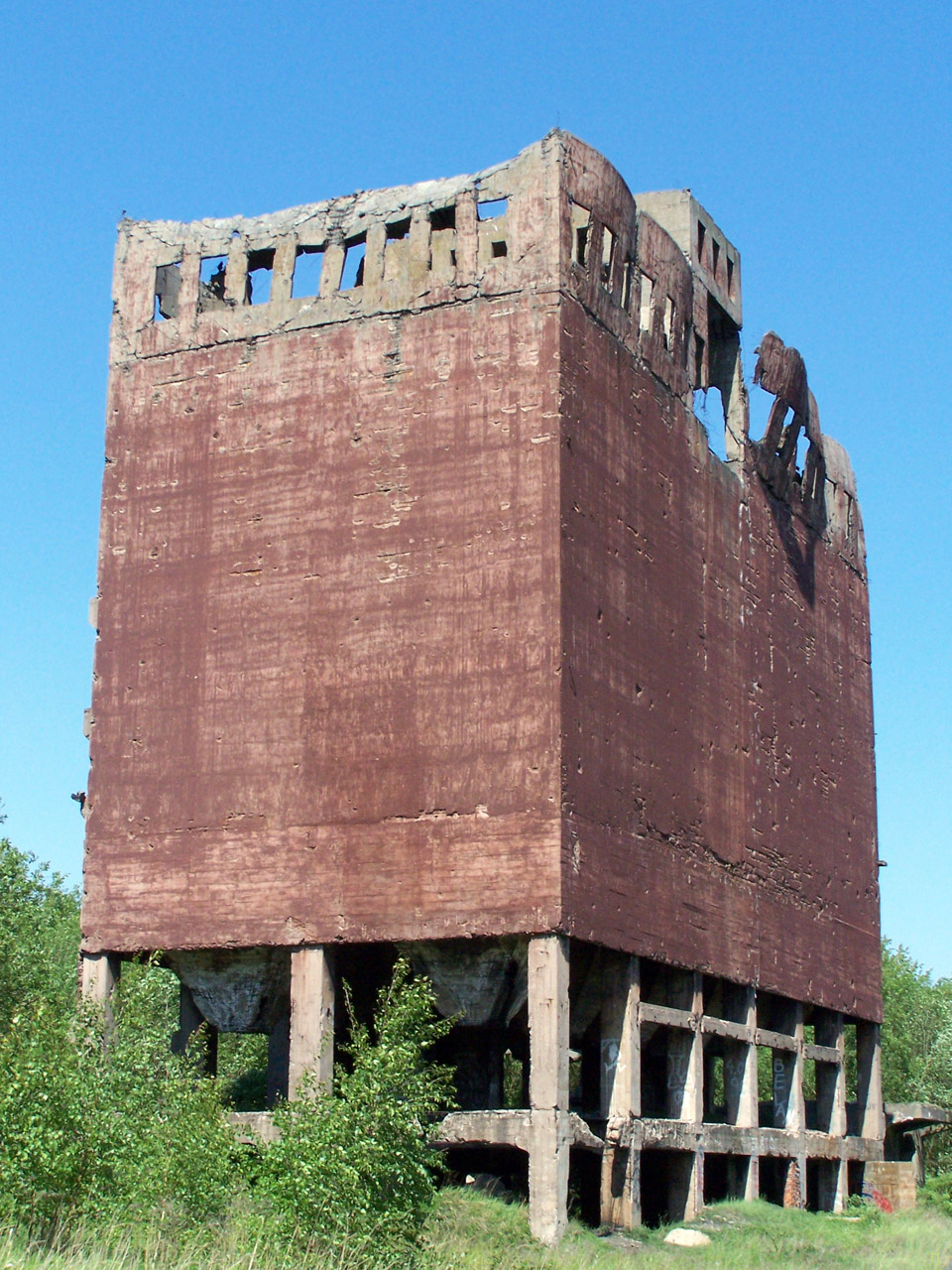
Ruine d'une unité de production d'essence synthétique de Hydrierwerke Pölitz AG à Pölitz (Pologne).

L'abréviation IG Farben (où IG est l'abréviation du mot allemand InteressenGemeinschaft) désigne la société allemande fondée le 1er janvier 1925 sous le nom de IG-Farbenindustrie AG. Une « petite IG », par opposition à l’IG de 1925, a été fondée en 1905 par rapprochement concerté des sociétés chimiques BASF, Bayer et Agfa. Un conseil de gestion commun fut créé, mais chacune des sociétés conserva son identité propre.
Jusqu'en 1945 au moins, le groupement d'intérêt économique IG Farben produisit de nombreux produits chimiques : ammoniac synthétique (duquel étaient dérivés des engrais azotés, des explosifs) et des biocides ou gaz d'exterminations dont le Zyklon B, de l'essence synthétique, des médicaments, des colorants, des plastiques, du caoutchouc synthétique, des pellicules photographiques et des textiles.
Cette société fut démantelée en 1952 dans le cadre de la politique de dénazification.

## Historique

### Entre-deux-guerres
Pendant la Première Guerre mondiale, la « petite IG Farben » a une position hégémonique et de monopole sur le territoire allemand. Ce sont donc eux qui ont fourni tous les gaz de combat invalidants qui ont détruit les poumons de centaines de milliers de tués et blessés de la guerre 1914-18.
Plus tard, durant la Seconde Guerre mondiale, la « grande IG Farben » prétendra avoir perdu 203 millions de marks en raison des dédommagements imposés par le Traité de Versailles et des discriminations commerciales qui ont suivi.
La défaite allemande en 1918 porte un coup relativement rude à l’industrie chimique allemande, car les Alliés confisquent tous ses actifs à l’étranger, mais aucune infrastructure sur le territoire allemand n'a été détruite. Afin de faciliter et d’accélérer le retour d'IG-Farben sur la scène mondiale, six grandes sociétés chimiques décident de fusionner :
- les trois sociétés de la « petite IG » (BASF, Bayer et Agfa) ;
- Meister Lucius et Brüning/Höchst ;
- Griesheim Elektron ;
- Weiler ter Meer.

Juridiquement, il s’agit d’une « fusion-acquisition ».
BASF y joue le rôle de la société acquérante en procédant à une augmentation de capital. Le siège de la nouvelle société est établi à Francfort-sur-le-Main. La marque Bayer désignait l’ensemble des médicaments d’IG Farben et la marque Agfa les produits photographiques (pellicules, appareils photos, optique).
De 1925 à 1939, IG Farben devient un empire industriel de tout premier plan. Cet empire comporte un important groupe de recherche et noue de nombreux partenariats : en particulier avec la Standard Oil américaine qui possède une part importante de son capital, ou encore avec la Montecatini en Italie. IG Farben peut ainsi mettre au point plusieurs procédés industriels très importants conduisant à de nouveaux produits :
- synthèse du méthanol ;
- caoutchouc synthétique ;
- matières plastiques ;
- textiles synthétiques ;
- antibiotiques (de type sulfamides) ;
- essences synthétiques (à partir du charbon) ;
- sarin (insecticide découvert en 1939, adapté à partir de 1950 pour servir de gaz toxique pour l'OTAN).

Après la conversion monétaire de 1924, l'activité boursière allemande est dominée à partir de 1925 par les grands cartels comme Vereinigte Stahlwerke (acier et charbon) ou IG Farben, avec de nombreux achats de titres spéculatifs basés sur des prêts bancaires, qui s'achève par le Krach du 13 mai 1927.
Le premier président du directoire d’IG Farben est Carl Bosch, jusqu’à sa mort en 1940. Hermann Schmitz (en), le directeur financier, lui succède jusqu’en 1945.

### Années 1930
Avant la guerre, dès la campagne électorale qui portera Hitler à la chancellerie, IG Farben soutient financièrement le parti nazi[réf. souhaitée].
En 1938, près de 54 % des ventes de colorants IG Farben sont faites à l'exportation pour 49,5 % des gains de Farben à l'étranger (202 millions de marks en 1939 et plus de 49 % de ses exportations), finançaient les importations indispensables à la fois à la firme et au Troisième Reich.

### Seconde Guerre mondiale
En 1939, IG Farben profite de l’Anschluss pour acquérir à bas coût la totalité de l'industrie chimique autrichienne. Dans le même temps, l'entreprise veille à ne pas entrer en concurrence avec des entreprises d’État (dont la Reichswerke Hermann Göring) ou des concurrents privés allemands (qui n'existaient pas dans le secteur des colorants). Elle fait de même dans les pays occupés durant toute la Seconde Guerre mondiale, en particulier en France en zone occupée.
Ainsi, en France, IG Farben demande la création d’une société de portefeuille qui détiendrait toutes les sociétés françaises de colorants. Cette société est créée sous le nom de Francolor, et IG Farben détient 51 % de son capital, ce qui lui permet d’être l’actionnaire majoritaire,.
Dès 1940, le gouvernement nazi veut associer IG Farben à l’« Ordre économique nouveau », en lui permettant de bénéficier d'une main d'œuvre peu chère (début 1941, la société employait 12 360 étrangers, dont 2 162 prisonniers de guerre) et d'un « bloc économique allant de Bordeaux à Sofia », tout en poursuivant une stratégie de cartel visant à dominer le marché mondial de la chimie des colorants de l'après-guerre.
En 1941, l’Omnium des Produits Azotiques (OPA) est créée en France, en réponse à la demande des autorités d’occupation allemandes, pour que la France crée des poudres et explosifs pour l’Allemagne. Ainsi, l’OPA sert d’intermédiaire entre le Service industriel des poudreries nationales (qui gère les poudreries nationales d’Angoulême) de l’État français et la Kölner Rottweil Aktien Gesellschaft (KR), filiale d’IG Farben représentant le gouvernement allemand pour l’achat de poudres et d’explosifs.
La Degesch, filiale d’IG Farben produisant le gaz Zyklon B, initialement utilisé comme insecticide et raticide, produit de grandes quantités pour les nazis, qui les utilisent massivement dans les chambres à gaz de certains centres d'extermination. Elle en fait produire 37 tonnes dans la Société d’électrochimie, d'électrométallurgie et des aciéries électriques d'Ugine dans l’Oise. Face à la demande grandissante de main-d'œuvre, la société exploite les travailleurs forcés de plusieurs camps de travail.
Au faîte de sa puissance, le conglomérat IG Farben emploie environ 190 000 personnes, dont 80 000 travailleurs forcés.
Cependant, la direction de l'entreprise n'adhère pas totalement à la stratégie nazie, qui envisageait notamment, une fois la guerre terminée, de délocaliser dans les pays périphériques la chimie allemande. La victoire des Alliés sur l'Allemagne s'est aussi conclue par le déclin d'IG Farben.
En novembre 1940, Hermann Göring (chef du Plan économique de quatre ans) négocie avec la société IG Farben l'installation d'une usine en Silésie, dans le territoire du village de Dwory, sur une zone d'activité qui accueillera aussi des usines de Krupp, Siemens et d'autres, à 7 kilomètres environ au nord-est du camp d'Auschwitz, choisie car bien reliée à Berlin, Varsovie, Vienne ou Lemberg.
De 1939 à fin 1941, IG Farben réclame peu de travailleurs étrangers ou forcés, puis de 1942 à fin 1944, il en demande de plus en plus (plus que la moyenne des autres industries allemandes), alors que le groupe concentre sa production en Allemagne centrale et de l’Est, moins peuplée. Et cela même dans ses usines de Leverkusen et Hoechst, situées plus à l'ouest et employant plus de salariés civils.
IG Farben dépasse la moyenne allemande de 7,1 % de travail forcé avec des taux de 36,4 % à 29,3 %. De plus, dès 1942, le GIE IG-Farben fait transférer des « groupes entiers (y compris chimistes et contremaîtres) » des usines Francolor (filiale du groupe) dans ses usines de Ludwigshafen et Oppau, pour ne pas avoir à produire aussi à l'ouest, semble-t-il aussi pour limiter les risques de voir son savoir-faire passer à l'étranger, ce qu'il payera après la libération, car cet hégémonisme a encouragé les Alliés à casser l'outil de production d’IG Farben en 1945.
Le 27 mars 1941, les SS du camp d'Auschwitz s'accordent avec les dirigeants d’IG Farben sur le fait que la journée de travail des déportés serait de 10-11 heures en été et de 9 heures en hiver, pour une location de 4 marks par jour pour des ouvriers qualifiés et de 1,5 mark par jour pour les ouvriers non qualifiés. Ce prix augmentera à partir de mai 1943 : jusqu’à 6 marks par jour pour un ouvrier qualifié déporté et 4 marks par jour pour un ouvrier non qualifié, soit deux fois moins qu'un salaire d'ouvrier libre (1 mark valait alors environ 2 euros). Ces ouvriers, maltraités et dénutris, mouraient généralement d'épuisement en 6 mois environ.
IG Farben finance le camp de Monowitz-Buna (ou Auschwitz III), qui est l'un des trois camps d'Auschwitz, construit en octobre 1942, comme un camp de travail (Arbeitslager), mais comprenant une forte composante d'extermination. Il contiendra environ 12 000 prisonniers, surtout Juifs, sans femmes, avec quelques prisonniers de droit commun et politiques. Les détenus feront à pied les 14 km/jour pour aller et revenir à l'usine, avant qu'un train ne leur fasse faire la route. Dès mi-avril 1941, IG Farben construit son usine avec de nombreux prisonniers loués aux nazis (en provenance du camp de concentration d'Auschwitz, voisin).
L'usine sera dite « usine de la Buna », le mot « Buna », formé des initiales de Butadien et Natrium, désignant un caoutchouc synthétique (produit à partir de chaux, d'eau et de charbon[réf. nécessaire]). L'usine doit aussi produire de l'essence synthétique. Les Allemands avaient besoin de ce caoutchouc synthétique, car ils ne disposaient pas de colonie riche en hévéas (comme les colonies britanniques ou françaises d’Asie). L'Allemagne avait entamé une production de caoutchouc synthétique dès la Première Guerre mondiale, mais durant la Seconde Guerre mondiale, IG Farben, à cause notamment des bombardements alliés, semble n'avoir pas pu produire de caoutchouc synthétique à Auschwitz.
En juin 1943, pour contourner la pénurie de caoutchouc, un Kommando extérieur de prisonnières (comprenant des agronomes) a été créé à Raïsko, ainsi qu'une station expérimentale devant cultiver des plantes à latex, dont un pissenlit (le « kok-saghyz »), mais sans pouvoir assurer une production industriellement satisfaisante. (Ce « kommando » a inclus des résistantes du convoi des 31000).
Comme toute l'industrie chimique allemande, IG Farben automatise les procédures lourdes de la production, ce qui lui permet d'augmenter de 67 % son taux de main-d'œuvre féminine de 1938 à 1940, soit trois fois plus que l'industrie allemande qui en moyenne l'a augmenté de 12,6 % (avec un chiffre réel des femmes au travail en Allemagne demeurant presque constant).
IG Farben poursuit sa stratégie agressive de cartels internationaux pour à la fois stabiliser et se répartir le marché mondial, avec une politique de négociations commerciales, voire d'aide et orientation du développement des « jeunes pays » pour y créer une demande et des marchés. C'est pourquoi le groupe se garde de rendre visible ses projets hégémoniques et déclare au Reich ne souhaiter dans le nouvel ordre industriel préparé par les nazis qu'« une position de leader » correspondant à ses compétences techniques, économique et scientifique.
Dans ce cadre, elle dira avoir cherché à négocier des accords de cartels avec ses concurrents étrangers et dans les pays occupés, sans volonté de pillage et en ayant limité ses exigences à la propriété pour moitié des principales usines de colorants et en ne demandant que la fermeture immédiate de quelques entreprises concurrentes. Le groupe s'oppose ainsi au programme nettement plus dirigiste et bureaucratique de Claus Ungewitter (responsable du Groupement économique pour l'industrie chimique) qui visait un grand plan directeur construit par le ministère nazi de l’Économie, destiné à dominer le marché de la chimie de toute l'Europe, mis en œuvre par un cartel d'encadrement constitué des cartels européens et des syndicats dirigés par des directeurs de sociétés allemandes et supervisés par l’État nazi, qui ferait passer ses intérêts avant ceux d’IG Farben.

### Après la Seconde Guerre mondiale

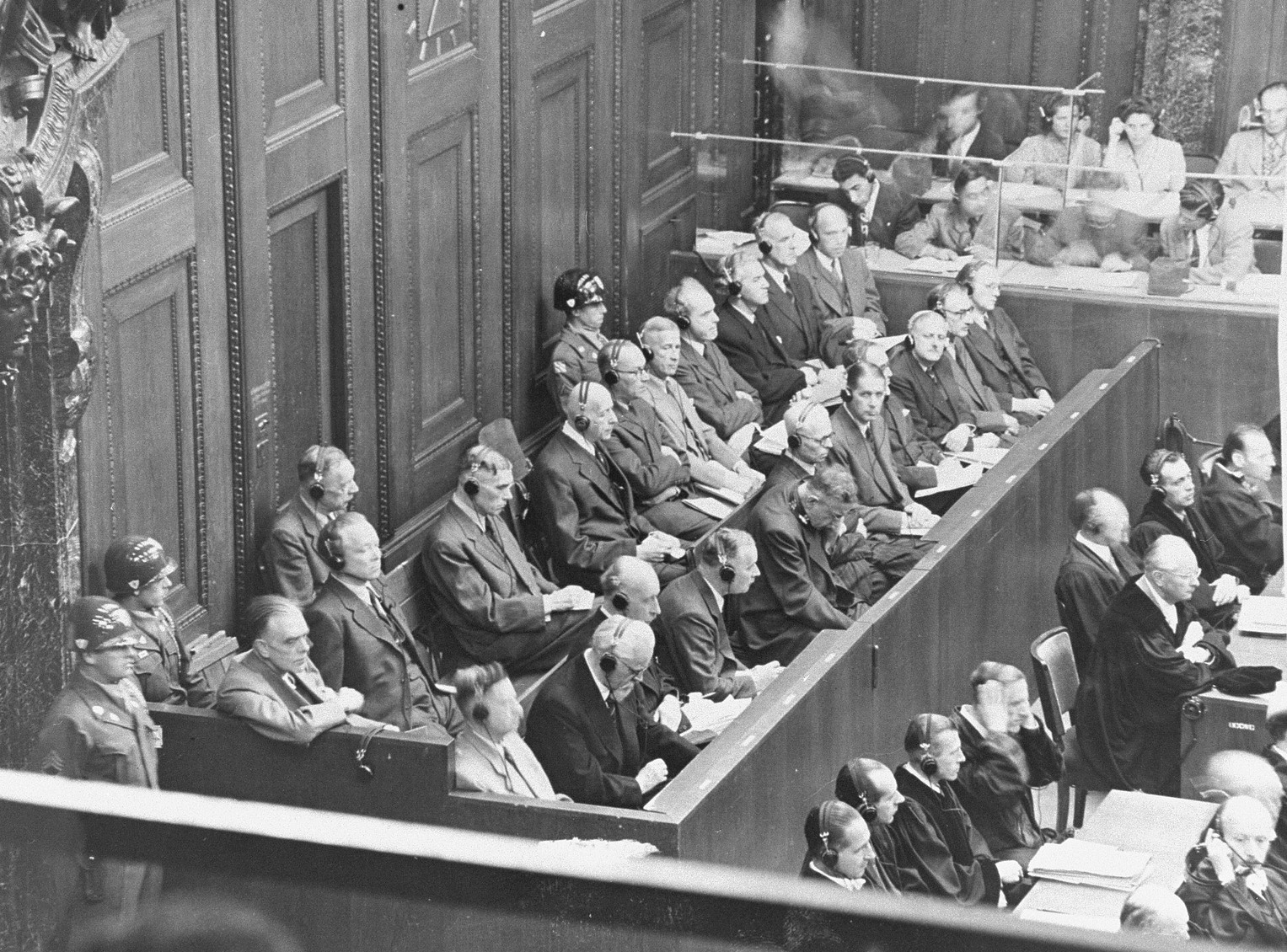
Box des accusés, le 27 août 1947, au 1er jour des 11 mois du Procès IG Farben où 24 hauts responsables du groupe sont inculpés de crimes de guerre et de crime contre l'humanité sous deux chefs d'accusation applicables aux non-militaires :
1) planification, préparation et exécution de guerres d’agression ; exploitation, asservissement et extermination de travailleurs forcés (on a aussi parlé d'esclavage lors du procès) ;
2) participation à une conspiration visant à commettre des crimes contre la paix, des crimes de guerre et des crimes contre l’humanité.

Joseph Borkin, conseiller économique en chef de la division anti-trust du département de la Justice des États-Unis de 1938 à 1946, fut responsable de l'enquête sur les cartels, dominés par l'entreprise IG Farben durant la guerre.
Vingt-quatre dirigeants d’IG Farben sont jugés pour leur large contribution à l'effort de guerre nazi, par un tribunal américain en 1947 à Nuremberg ; certains sont reconnus coupables de crimes de guerre et condamnés à des peines de prison.
Outre de nombreux documents et témoignages accablants, le tribunal découvre que l'avocat en chef Von Knieriem a notamment fait en sorte de permettre la construction pour Hitler et ses ministres (dont l'un était membre éminent d’IG Farben) de trente-six « usines fantômes » (c'est-à-dire secrètes) subventionnées par la Wehrmacht mais détenues, dirigées et exploitées par Farben via des hommes de paille ou des sociétés-écrans.
Cette technique mise en œuvre par les services juridiques d’IG Farben, non illégale selon les lois du commerce, a eu au moins un précédent : en 1934, Von Knieriem avait en effet déjà proposé à la Wehrmacht de secrètement stocker du nickel en tant que métal stratégique. Ceci lui a donné l'idée de créer une société dont le but serait de construire des entrepôts capables de stocker de grandes quantités d'essence, de pyrite et « d’autres matériaux stratégiques ». IG Farben est l’un des fondateurs de cette société, baptisée « WIFO ».
Par exemple, à Ammendorf, dans une usine secrète (souterraine) propriété d’IG Farben, des employés transformaient le thiodiglycol en sulfure de dichlordiéthyle (l'ypérite, vendue à la Wehrmacht comme gaz de combat). Von Knieriem, chargé du contrat a prétendu au tribunal qu'il ignorait ce qu'était le sulfure de dichlordiéthyle. Il avait fait en sorte, pour se protéger, qu’IG Farben ne signe jamais directement d’accord de licence avec cette usine, mais les enquêteurs du tribunal de Nuremberg montreront après la guerre qu’IG Farben était dans ce cas passé par une société écran baptisée Orgacid (qu’elle détenait).
Devant l’abondance de preuves de leur implication dans la mort de millions de gens, le groupe chimique et ses 24 dirigeants sont reconnus coupables. Cependant, bien défendus par des avocats allemands expérimentés, ils ne seront condamnés qu'à des peines légères eu égard à leur responsabilité. Ainsi le Dr Carl Krauch d’IG Farben, bien qu'il ait été ministre d'Hitler et qu'il ait, à lui seul, construit la presque totalité du plan industriel de relance de l'industrie de guerre de stocks stratégiques, ne sera condamné qu'à six ans de prison à la conclusion du procès spécial contre le cartel chimique, dit procès IG Farben, notamment instruit par Josiah E. DuBois Jr. (en) (l’un des procureurs en chef du procès de Nuremberg, président du tribunal chargé de ce dossier, juriste alors spécialiste des trusts, de la loi antitrust américaine et des lobbys et trafics d'influence). Les avocats d’IG Farben ont basé la défense de leurs clients sur le fait que la société n'a pas produit directement d'armes ou d'engins de guerre, mais simplement des produits chimiques qui ont servi à faire des explosifs, des peintures, des pneus, etc. qui auraient tout aussi bien pu avoir des usages civils. Ils ont aussi profité du fait qu’IG Farben avait détruit ou falsifié ses archives.
Dans le cadre de la dénazification, la Haute commission alliée décide en août 1950 de prendre les mesures nécessaires pour éclater le conglomérat.
Il est décidé de scinder les actifs en neuf sociétés : BASF, Bayer et Hoechst d’une part, et six autres sociétés plus petites (dont Agfa, Kalle, Cassella et Huels). Mais en mars 1953, les actions de ces petites entreprises sont finalement cédées aux trois grosses ; seules Cassella et Huels restent indépendantes. Les actions des cinq sociétés devaient être données aux anciens actionnaires d’IG Farben.
Cependant, en raison de diverses réclamations (notamment celles des anciens esclaves de l’entreprise demandant une compensation financière) et de l’impossibilité d’accéder aux actifs de l’Allemagne de l’Est, la liquidation ne peut pas encore avoir lieu. Par ailleurs, l’entreprise verse 30 millions de marks aux anciens détenus qui travaillaient pour elle.
Lorsque la République fédérale d’Allemagne devient indépendante, en 1955, la règle qui interdisait aux anciens dirigeants condamnés par le tribunal de Nuremberg d’administrer à nouveau une des entreprises issues d’IG Farben n’est plus respectée : Friedrich Jähne (de) et Fritz ter Meer, pourtant condamnés pour crimes de guerre, deviennent respectivement président de Hoechst et de Bayer.
Après la réunification de l'Allemagne en 1990, la promesse de la liquidation d’IG Farben devient plus concrète, ce qui fait augmenter la spéculation sur l’entreprise qui est cotée à la bourse de Francfort. Finalement, la liquidation intervient en 2003,.
Le siège social d’IG Farben, construit à Francfort-sur-le-Main par l'architecte Hans Poelzig et qui était considéré, en son temps, comme étant le plus moderne d'Europe, fut récupéré intact par les Américains en 1945. Il abrita jusqu’à la chute du mur de Berlin le quartier général des forces américaines en Allemagne.
Après leur départ, il a été entièrement rénové et transformé en un campus, celui de l'Université Johann Wolfgang Goethe.

### Collusion d’IG Farbenavec des entreprises de pays en guerre contre l'Allemagne
Une controverse sur les suites à donner aux relations troubles entre la direction de l'entreprise et des entreprises étrangères durant la période nazie perdure.
Les documents collectés lors du procès de Nuremberg montrent en effet que plusieurs hommes d’affaires américains, dont Edsel Ford, Henry Ford, Walter Teagle, C.E. Mitchell (en), Paul Warburg et W.E. Weiss, jouent un rôle essentiel dans le développement d’IG Farben : ils connaissent ses objectifs de guerre et bénéficient financièrement des commandes de l’Allemagne et des relations d’IG Farben avec Hitler et le régime de Vichy. Cette collusion permet, par exemple, que Ford France soit dédommagé à hauteur de 38 000 000 francs pour les dommages subis lors du bombardement de Poissy par la RAF et, qu’en Allemagne, Ford puisse continuer à travailler, en contribuant donc à l'effort de guerre nazi, sans même être noyé dans le conglomérat industriel automobile allemand.
Après le procès de Nuremberg, le procureur en chef DuBois commentera ainsi rétrospectivement ces transactions : « Sauvée par l'influence de Carl Krauch, la Ford française devient l'une des entreprises les plus productives de France pendant la guerre ».

## Galerie

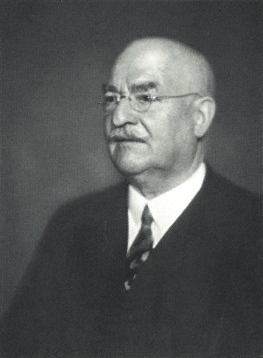
Carl Duisberg chimiste et grand patron de l'industrie allemande, favorable au régime Nazi, vers 1930.
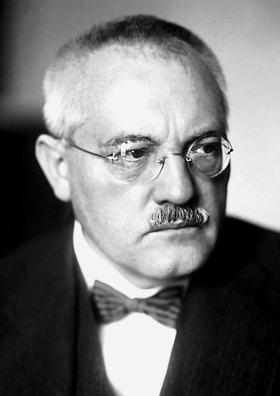
Carl Bosch, ingénieur-chimiste vers 1930.